# Gyaimain
Gyaimain (kinesiska: 加麻, 加麻乡, 建叶) är en socken i Kina. Den ligger i den autonoma regionen Tibet, i den sydvästra delen av landet, omkring 86 kilometer sydost om regionhuvudstaden Lhasa. Antalet invånare är 4330. Befolkningen består av 2 284 kvinnor och 2 046 män. Barn under 15 år utgör 21,0 %, vuxna 15-64 år 72 %, och äldre över 65 år 6,0 %.
Genomsnittlig årsnederbörd är 879 millimeter. Den regnigaste månaden är juli, med i genomsnitt 207 mm nederbörd, och den torraste är januari, med 12 mm nederbörd.